# Giovanni Battista Bugatti
Pour les articles homonymes, voir Bugatti.

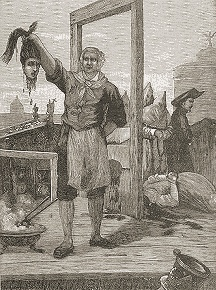
Mastro Titta brandissant la tête d'une femme décapitée

Giovanni Battista Bugatti, né le 6 mars 1779 à Senigallia et mort le 18 juin 1869 à Rome, fut le bourreau des États pontificaux actif de 1796 à 1864. Surnommé Mastro Titta, maestro di giustizia, ou maître de justice, il a effectué 516 exécutions. À l'âge de 85 ans, il a été mis à la retraite par le pape Pie IX avec une pension mensuelle de 30 scudi après avoir exercé le plus longtemps sa fonction de tous les bourreaux papaux,.

## Biographie
Sa première exécution remonte au 22 mars 1796, alors qu'il était âgé de 17 ans. Jusqu'en 1810, les méthodes d’exécution utilisées étaient la décapitation par la hache, la pendaison ou le Mazzatello. Les Français ont introduit l'usage de la guillotine qui fût également adoptée par les États pontificaux à partir de 1816.
Il a effectué un total de 516 exécutions. Il s'est par exemple chargé de l'exécution d'Angelo Targhini et Leonida Montanari.
Giovanni Battista Bugatti est décrit comme un homme petit, corpulent, toujours bien habillé. Il a fréquenté l'église Santa Maria in Traspontina. Il était marié, mais n'avait pas d'enfants. Lorsqu'il n'exerce pas ses fonctions officielles, Bugatti et sa femme vendent des parapluies et autres souvenirs pour les touristes. Il ne quittait jamais le Trastevere si ce n'est que pour faire des exécutions. L'une de ses exécutions, réalisée le 8 mars 1845, a été décrite par Charles Dickens dans son livre Images d'Italie (1846).
Ses vêtements tachés de sang et les guillotines sont exposées au Musée de la Criminologie à la Via del Gonfalone à Rome.